# Society of American Artists
Society of American Artists – grupa amerykańskich artystów, która wyłoniła się w 1877 z National Academy of Design. W skład grupy wchodzili młodzi malarze i rzeźbiarze zarzucający National Academy konserwatyzm i reprezentujący dość radykalne poglądy na sztukę. Do najbardziej znanych członków należeli rzeźbiarz Augustus Saint-Gaudens, malarze Robert Swain Gifford, Albert Pinkham Ryder, John La Farge, Julian Alden Weir, John Henry Twachtman i Alexander Helwig Wyant oraz  projektant Louis Comfort Tiffany.
W 1898 z Society of American Artists wyodrębniło się kolejne ugrupowanie artystyczne  Ten American Painters, które również oskarżało prekursorów o konserwatyzm. W 1906 Stowarzyszenie zostało włączone do National Academy.